# Bruchomorpha beameri
Bruchomorpha beameri är en insektsart som beskrevs av Doering 1940. Bruchomorpha beameri ingår i släktet Bruchomorpha och familjen Caliscelidae. Inga underarter finns listade i Catalogue of Life.